# Jean-Louis Le Clerc
Jean-Louis Le Clerc (Ukkel, 19 januari 1940) is een Belgisch voormalig hockeyer.

## Levensloop
Le Clerc was actief bij Royal Léopold HC. In seizoen 1964-'65 werd hij verkozen tot Gouden Stick.
Daarnaast maakte hij deel uit van het Belgisch hockeyteam, waarmee hij onder meer deelnam aan de Olympische Zomerspelen van 1964 en 1968. Ook maakte hij deel uit van de nationale equipe die in 1959 werd bekroond met de 'Nationale trofee voor sportverdienste'.